# リポトロピン
リポトロピン (Lipotropin) は、プロオピオメラノコルチン (POMC) から部位特異的切断を受けて産生されるペプチドホルモンである。下垂体前葉ではホルモン前駆体（プロホルモン）としてPOMCが産生されるが、その後にPOMCが部位特異的切断を受けて副腎皮質刺激ホルモン (ACTH) とβ-リポトロピン (β-LPH) に変換される。

## β-リポトロピン (β-LPH)
リポトロピックホルモン、リポリティックホルモン、アディポキネティックホルモンとも呼ばれる。プロオピオメラノコルチン (POMC) 由来の91個のアミノ酸よりなる単鎖ポリペプチドで、ストレスなどの刺激を受けると腺下垂体から等モル量の副腎皮質刺激ホルモン (ACTH) とともに分泌される。β-リポトロピンは脂肪組織のトリアシルグリセロールから脂肪酸を放出できるが、他の調節因子ほど強力でなく、生理的機能に関しては不明である。腺下垂体前葉と中葉における分解産物には、β-エンドルフィン（アミノ酸番号61-91）や、γ-リポトロピン（アミノ酸番号1-58）などが含まれる。メチオニン-エンケファリン（Met-エンケファリン; アミノ酸番号61-65）など鎮痛性ポリペプチドのアミノ酸配列はこの分子内に含まれているが、これらのペプチドは他の前駆体に由来する（プロダイノルフィン）。β-メラニン細胞刺激ホルモン（β-MSH; アミノ酸番号41-58）は生理的条件下で分解されるかどうかはわかっていない。β-リポトロピンは血漿中の半減期が長く、腺下垂体の分泌機能のマーカーとして用いられる。

## γ-リポトロピン  (γ-LPH)
プロオピオメラノコルチン (POMC) から部位特異的切断を受けて生じる58アミノ酸のペプチドで、さらにβ-エンドルフィンなどのペプチドに分解される。

## 翻訳後プロセッシング
プロオピオメラノコルチン (POMC) は241個のアミノ酸残基からなるポリペプチド前駆体である。285個のアミノ酸残基からなるポリペプチドのプレプロオピオメラノコルチン (pre-POMC) から作られる。pre-POMCの翻訳後プロセッシングにて44個のアミノ酸残基のシグナルペプチド配列が切除されPOMCとなる。POMC遺伝子はヒトでは、2p23.3 染色体に位置する。pre-POMCは、スブチリシン様プロホルモン変換酵素による切断を経由して組織特異的な翻訳後プロセッシングを受ける。POMCのプロセッシングにはグリコシル化、アセチル化、タンパク質分解性の切断がある。ただし、タンパク質分解酵素が切断する箇所は組織特異的である。
例えば、POMCが下垂体前葉の副腎皮質刺激ホルモン産生細胞において産生されると、4か所切断されて副腎皮質刺激ホルモン (ACTH) とβ-リポトロピンとなる。
切断箇所は、Arg-Lys, Lys-ArgあるいはLys-Lys配列からなり、POMCペプチドのプロセッシングを行う酵素には、
- プロホルモン変換酵素1（英語版） (PC1)
- プロホルモン変換酵素2（英語版） (PC2)
- カルボキシペプチダーゼE（英語版） (CPE)
- ペプチジルグリシンα‐アミド化モノオキシゲナーゼ（英語版） (PAM)
- N-アセチル基転移酵素（英語版） (N-AT)
- プロリルカルボキシペプチダーゼ（英語版） (PRCP)

がある。

## 臨床医学
β-LPHは、血中ACTHが高値をとるような疾患（アジソン病、ネルソン症候群、異所性ACTH産生腫瘍など）の患者血中では高値を示し、またACTHと同じように負のフィードバック機構により制御され、日内変動を示し、ストレス負荷によっても上昇する。
- β-メラニン細胞刺激ホルモン (β-MSH)
- β-エンドルフィン
- メチオニン-エンケファリン